# Augochloropsis cyanea
Augochloropsis cyanea är en biart som först beskrevs av Carlos Schrottky 1901.  Augochloropsis cyanea ingår i släktet Augochloropsis och familjen vägbin. Inga underarter finns listade.